# Resolución 739 del Consejo de Seguridad de las Naciones Unidas
La resolución 739 del Consejo de Seguridad de las Naciones Unidas fue aprobada sin someterse a votación, el 5 de febrero de 1992, tras haber examinado la petición de la República de Moldavia para poder ser miembro de las Naciones Unidas. En esta resolución, el Consejo recomendó a la Asamblea General la aceptación de Moldavia como miembro.